# 제이미 맥델
제이미 맥델(Jamie McDell, 1992년 11월 3일 ~ )은 뉴질랜드의 싱어송라이터이다. 16살 때, EMI 뮤직 뉴질랜드로 어쿠스틱 음악 데모 테이프를 보낸 후 계약했다. EMI와 계약하기 전 유튜브와 SNS 상에 업로드한 자작곡과 커버곡 동영상으로 화제가 됐다.
2012년 2월 20일, 데뷔 싱글 "You'll Never Take That Away"를 발매했고 싱글은 뉴질랜드에서 골드 등급을 받았다. 2012년 5월 4일, EP All That I Wanted - Acoustic EP를 발매했다. 2012년 6월 13일, 두 번째 싱글 "Rewind"를 발매했다. 2012년 11월 16일, 데뷔 앨범 Six Strings and a Sailboat를 발매했다.
2015년 3월 27일, 두번째 정규 앨범 Ask Me Anything 을 발매했다.